# 乌尔舍利斯基镇市镇
乌尔舍利斯基镇市镇（俄语：Муниципальное образование «Посёлок Уршельский»）是俄罗斯联邦弗拉基米尔州古西赫鲁斯塔利内区所属的一个市镇。其下辖有18个居民点，行政中心为乌尔舍利斯基。据2016年统计，该市镇的人口为4672人。